# Albert Berg (1803–1886)
Isak Albert Berg, född 22 september 1803 i Stockholm, död 1 december 1886, var en svensk operasångare (tenor), sångpedagog och kompositör.

## Biografi
Berg började studera i Uppsala 1819 och avlade en kansliexamen 1824. Han började som sångelev hos Giuseppe Siboni i Köpenhamn, varefter han uppträdde på flera platser i Tyskland och Italien 1827–29, och debuterade på operascenen i Venedig 1828 med titelpartiet i operan Jefta. Berg återvände 1829 till Sverige och utnämndes till förste hovsångare i Sverige 1831, samma år som han blev ledamot av Kungliga Musikaliska Akademien. Han tjänstgjorde som sångmästare vid Stockholmsoperan under två perioder, först 1831–1850 och senare 1862–1870, totalt 27 år. Vid sidan av denna tjänstgöring arbetade han som sånglärare och sångkompositör. Han var ledare av Harmoniska sällskapet och Sällskapet för sångövningar. Han var en av sin tids främsta sångpedagoger och bland hans elever märks Jenny Lind, Oscar Arnoldson, Mathilda Gelhaar, Prins Gustaf och Oscar II. Han komponerade visan Fjärran han dröjer, som genom Jenny Lind blev känd även utanför Sverige.
Han var gift med Lina Hjortsberg, dotter till skådespelaren Lars Hjortsberg. Han var far till konstnären Albert Berg och sångerskan Helena Petre samt farfars far till Sonja Berg Pleijel med döttrarna Agneta Pleijel och Sonja Pleijel.
Berg blev riddare av Vasaorden 1862.